# ظهرة علي عبدة

تعديل مصدري - تعديل

ظهرة علي عبده هي إحدى حارات مدينة رحاب بمحافظة إب، بلغ تعداد سكانها 240 نسمة حسب تعداد اليمن لعام 2004.